# 萨洛夫雷尼亚
萨洛夫雷尼亚（西班牙語：Salobreña），是西班牙安达卢西亚自治区格拉纳达省的一个市镇。总面积35平方公里，总人口10368人（2001年），人口密度296人/平方公里。

## 友好城市
- 法國 佩罗讷